# Big Pussy Bonpensiero

Big Pussy Bonpensiero

Salvatore "Big Pussy" Bonpensiero (1945-2000), interpretat de Vincent Pastore a fost un personaj fictiv în seria HBO, Clanul Soprano. A nu fi confundat "Little Pussy" Malanga, alt mafiot din New Jersey, Big Pussy a fost unul din oamenii care a lucrat cu Tony Soprano cei doi fiind prieteni apropiați.
Bonpensiero a fost ucis de Tony Soprano, Silvio Dante și Paulie Gualtieri după ce s-a descoperit că era informator pentru FBI.

## Crime comise de Big Pussy Bonpensiero
- Jimmy Bones (2000)
- Matthew Bevilaqua (2000)